# The Epicenter of Your Dreams
The Epicenter of Your Dreams ist ein Jazzalbum von John Escreet. Die 2023 entstandenen Aufnahmen erschienen 2024 auf Blue Room Music.

## Hintergrund
Der Pianist John Escreet spielte neben seinem New Yorker Trio aus John Hébert und Tyshawn Sorey auch mit einer Los Angeles stammenden Rhythmusgruppe, dem Bassisten Eric Revis und dem Schlagzeuger Damion Reid. Das Trio veröffentlichte 2022 das von der Kritik gelobte Album Seismic Shift (Whirlwind), um dann in Quartett-Besetzung aufzunehmen.
Nachdem Escreets Aufnahmen mit dem New Yorker Trio Sound, Space and Structures (Sunnyside, 2014) und The Unknown (Sunnyside, 2016) um den Saxophonisten Evan Parker erweitert wurden, holte er für The Epicenter of Your Dreams den Saxophonisten Mark Turner hinzu.

## Titelliste
- John Escreet: The Epicenter Of Your Dreams ()

1. Call It What It Is 5:27
2. The Epicenter of Your Dreams 7:30
3. Departure No. 1 5:24
4. Meltdown 5:05
5. Trouble and Activity 7:05
6. Erato 6:18
7. Lifeline 6:17
8. Other Side 2:52

Die Kompositionen stammen von John Escreet.

## Rezeption

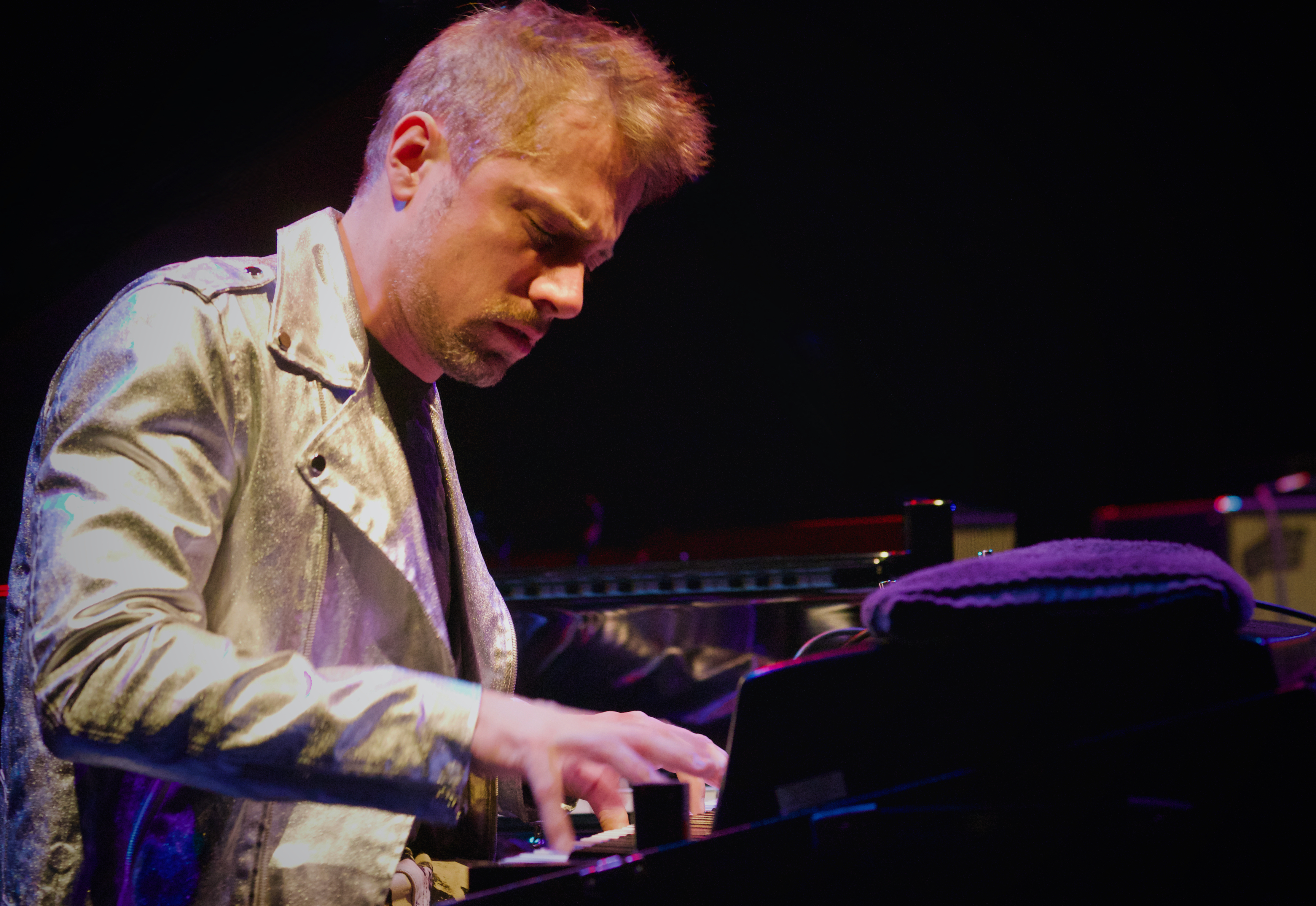
John Escreet (2019)

Nach Ansicht von Mark Corroto, der das Album in All About Jazz rezensierte, werde vom Opener „Call It What It Is“ an aus dem „Dreier-Revolverhelden-Duell ein Vierer-Duell.“ Allerdings könne die Musik keineswegs als Sackgasse bezeichnet werden. Escreets komplizierte Kompositionen würden mit dynamischer Beharrlichkeit und Geschwindigkeit durchlaufen, wobei alle Spieler in das Vierer-Gespräch verwoben sind.
Mit der Auswahl einer erstklassigen Rhythmusgruppe, die ihm dabei half, seine berauschenden und berauschenden Kompositionen umzusetzen, sei Seismic Shift (2022) ein Triumph für den britischen Pianisten und Komponisten gewesen, der schon lange genug dabei war, um [zuvor] mehrere künstlerische Erfolge zu verbuchen, schrieb S. Victor Aaron in Something New! Jetzt würde er sein Können steigern, indem er den Tenorsaxophon-Meister Mark Turner zu dem Trio mit dem Bassisten Eric Revis und dem Schlagzeuger Damion Reid hinzufüge. Einen Weltklasse-Tenorsaxophonisten in die Mischung zu werfen, sei eine Möglichkeit, sie auf Trab zu halten. John Escreet habe seine großartige Gruppe in Los Angeles „für The Epicenter of Your Dreams noch besser gemacht“.